# Aimée Fournier de Horrack
Pour les articles homonymes, voir Fournier.
Aimée Fournier de Horrack est une entomologiste française, née le 30 août 1876 et morte le 25 février 1952. Elle est aussi connue sous les noms de Mlle de Horrack et Mme Gaston Fournier.

## Biographie
Aimée Fournier était une collectionneuse de papillons. Elle vivait à Paris. Sa collection est au Muséum d'histoire naturelle de Paris.
Sa collection de Morpho a été classée comme monument historique en 1947.
Son nom désigne une espèce de papillon africain : le Charaxes fournierae (en) de Le Moult, 1930.

## Publications
- Avec Percy Ireland Lathy, Thèses entomologiques (Lepidoptéres) : notes et remarques sur les Agrias..., fascicule 1 Paris, 1921.